# Aliciella ripleyi
Aliciella ripleyi là một loài thực vật có hoa trong họ Polemoniaceae. Loài này được (Barneby) J.M.Porter mô tả khoa học đầu tiên năm 1998.